# Stanislav Zuvač
Stanislav Emanuel Zuvač (8. září 1906, Malšice – 23. listopad 1962, Praha) byl příslušník československé armády a příslušník výsadku Potash.

## Mládí
Narodil se 8. září 1906 v Malšicích. Otec Vojtěch byl četník, matka Anna, rozená Kinlová byla v domácnosti. Měl jednoho bratra. Vychodil obecnou školu a pět tříd reálného gymnázia v Táboře. V roce 1925 dokončil dvouleté studium na obchodní škole v Táboře. Další rok pracoval jako úředník.
Dne 1. října 1926 nastoupil základní vojenskou službu v Praze. Krátce nato byl převelen do Milovic, kde se školil na střelce z obrněného vozu. Vojenskou službu ukončil 31. března 1928 jako desátník. Nastoupil jako správce uhelných skladů v Praze. Mobilizaci v roce 1938 prodělal v Turčianskom Svätém Martině.

## V exilu
Dne 29. dubna 1940 opustil protektorát a přes Slovensko, Maďarsko a Sýrii se dostal do Francie. Zařazen byl k pěšímu pluku. Po pádu Francie byl evakuován do Anglie. V Anglii byl zařazen jako řidič nákladního automobilu. Absolvoval poddůstojnický kurz. Již jako rotný byl v květnu 1942 zařazen do výcviku pro zvláštní úkoly. Od 10. do 15. října 1942 absolvoval parakurz. Od 12. července 1943 do 23. února 1944 prodělal tělovýchovný kurz, opakovací parakurz, kurzy konspirační, spojovací a mikrofotografie, dále udržovací tělovýchovný a nakonec spojovací cvičení. 16. dubna 1944 byl přesunut na vyčkávací stanici v Itálii.

## Nasazení
Vysazen byl s ostatními 5. května 1944 u obce Ostrata na Zlínsku. Po přistání si způsobil těžké řezné zranění, skupina byla navíc rozprášena. Po marných pokusech o kontakt s odbojem byl zatčen četníky a předán gestapu. Naoko souhlasil s účastí na radiové protihře Moldau. Smluveným způsobem ale varoval Londýn.
23. ledna 1945 byl přesunut do koncentračního tábora Flossenbürg. 26. dubna byl při pochodu do Dachau osvobozen americkou armádou a následně hospitalizován.

## Po válce
1. června 1945 se přihlásil na MNO v Praze. Po doléčení opustil armádu a nastoupil na místo úředníka. 29. ledna 1946 byl povýšen do hodnosti podporučíka pěchoty. 2. července 1947 se oženil, manželství ale zůstalo bezdětné. V roce 1949 nastoupil v Kladně na uhelnou brigádu, později zde pracoval jako úředník. V roce 1952 byl zatčen a několik týdnů držen ve vazbě bez udání důvodu. Po propuštění se vrátil do Kladna a pracoval jako úředník v SONP. Zemřel 23. listopadu 1962.

## Vyznamenání
- 1944 –  Pamětní medaile československé armády v zahraničí se štítky Francie a Velká Británie
- 1945 –  Československá medaile za zásluhy I. stupně
- 1946 –  Československý válečný kříž 1939